# シビリアン・ドローン・ストライク
『シビリアン・ドローン・ストライク』（原題: Civilian Drone Strike）は、バンクシーによる2017年の美術作品。3機の無人機「ゼネラル・アトミックス RQ-1 プレデター」が、爆撃された家とその様子を見つめる子どもとペットを描いた幼い絵の上を飛行する様子が描写されている。この作品は「Art the Arms Fair」に寄贈され、武器見本市「DSEI 2017」に合わせて展示された。同展の主催者サム・ボルトンは、「子供が描いたような絵をあえて破壊することにより、バンクシーは明らかに、軍産複合体に異議を唱えている」と評している。そして競売の結果205000英ポンドで売却され、その収益は民間団体「武器貿易反対キャンペーン」および人権擁護団体「リプリーヴ」に寄付された。